# SS전국지도자 보안국
SS전국지도자 보안국(독일어: Sicherheitsdienst des Reichsführers-SS; SD 지허하이츠딘스트 데스 라이히스퓌러스에스에스; 에스데[*])는 나치 독일의 친위대에 속한 정보기관이었다. 1932년 나치의 정보기관들 중 최초로 설립되었으며 1934년 설립된 게슈타포와 자매기관으로 여겨진다. 1933년에서 1939년 사이에 SD는 독립 부서로 존재했으나 이후 국가보안본부(RSHA)의 아문으로 개편되어 RSHA의 7개 부서 중 하나가 되었다. RSHA 초대 본부장 라인하르트 하이드리히는 SD가 독일의 모든 것을 "지속적 감시"하에 두기를 원했다.
1945년 독일이 패망한 이후 SD는 뉘른베르크 재판에서 RSHA의 다른 6개 부서와 함께 범죄조직으로 규정되었다. 암살당한 하이드리히의 후임자 에른스트 칼텐브루너는 이 재판에서 사형을 선고받고 1946년 교수형을 당했다.

## 같이 보기
- 토비전